# United Nations Office for Outer Space Affairs

logotyp

United Nations Office for Outer Space Affairs (UNOOSA) är en del av FN:s sekretariat beläget vid FN:s kontor i Wien. I mars 2014 utnämnde generalsekreteraren Simonetta Di Pippo (Italien) som ny chef för kontoret.

## Bakgrund

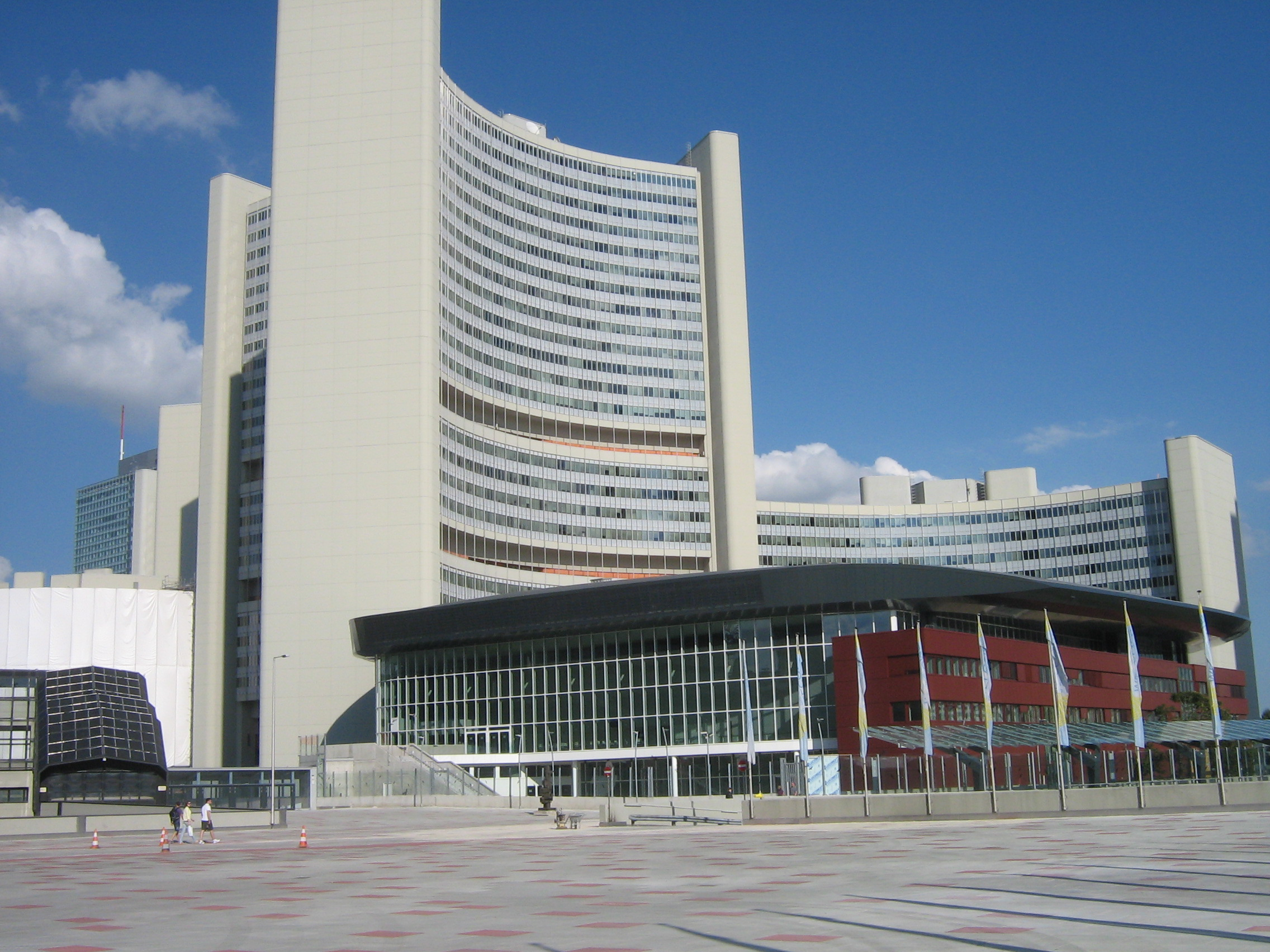
UNOOSA är förlagt i UNO-City i Wien.

FN:s kontor för yttre rymdfrågor inrättades ursprungligen som en liten expertgrupp inom FN-sekretariatet i New York för att bistå ad hoc-kommittén för de fredliga användningarna av yttre rymden som fastställdes av generalförsamlingen i sin resolution 1348 (XIII) den 13 december 1958. Det blev en enhet inom ministeriet för politiska och säkerhetsrådsfrågor 1962, när "kommittén för de fredliga användningarna av yttre rymden" möttes första gången och omvandlades till "avdelningen för yttre rymdfrågor" år 1968. År 1992 omvandlades divisionen till byrån för yttre rymdfrågor inom avdelningen för politiska frågor och flyttades till FN:s kontor i Wien 1993.